# Maybellene
«Maybellene» — песня американского музыканта Чака Берри, записанная им в 1955 году. Одна из самых первых рок-н-ролльных композиций, эта песня стала дебютом Берри в индустрии звукозаписи и его первым хитом: сингл с песней занял 5-е место в «горячей сотне» журнала «Биллборд» и 1-е в категории «ритм-н-блюз».

## История создания
Композиция является модифицированной версией американской народной песни «Ida Red», которую в 1938 году популяризовал Боб Уиллз и его Texas Playboys. Выступая в клубах со смешанной аудиторией в начале 1950-х гг., Чак Берри часто включал её в свою программу. По совету Мадди Уотерза Берри отправил демонстрационную запись с «Ida Red» и собственным блюзом «Wee Wee Hours» на лейбл Chess Records. Владельцы лейбла пригласили Берри в свою чикагскую студию на запись 21 мая 1955 года. По предложению Леонарда Чесса текст был переписан, песня превратилась в историю об автогонках и разбитой любви. Название было выбрано Чессом тогда же в студии, совершенно случайно, по марке косметических товаров Maybelline. Была также сделана новая аранжировка, с акцентом на мощную ритм-секцию.
Сингл с «Maybellene» вышел в июле 1955 года и приобрела популяроность одинаково как среди белых слушателей, так и среди афроамериканцев: песня попала в хит-парады категорий «ритм-н-блюз», «кантри-н-вестерн» и «поп-музыка». Впервые «Maybellene» была включена в долгоиграющий альбом в 1959 году (альбом «Chuck Berry Is on Top»). В 1967 году Берри перезаписал «Maybellene» для альбома «Chuck Berry’s Golden Hits».
Песню также записывали Марти Роббинс (1955), Gerry & The Pacemakers (1963), Джонни Риверз (1964), Foghat (1972), Карл Перкинс и др. Элвис Пресли исполнял песню на концертах в середине 1950-х гг., но ни разу не записал её в студии.